# حد السوالم
حد السوالم (به فرانسوی: Had Soualem) یک شهرک در مراکش است که در استان برشید واقع شده‌است. حد السوالم ۳۳٬۰۷۹ نفر جمعیت دارد.